# Cambiano
Cambiàno (Cambiagn in piemontese) è un comune italiano di 5 835 abitanti della città metropolitana di Torino in Piemonte.

## Geografia fisica

### Territorio
Il paese è situato ai piedi delle colline torinesi, a pochi chilometri a sud-est del capoluogo. A est e a nord confina con le frazioni Pessione, Fontaneto, Cassano, Falcettini, Monza, Fortemaggiore e Fasano sotto Chieri, più una parte semi-collinare a ridosso di frazione San Pietro, le località Sauglio, San Martino, Benne di Pecetto e una parte di Pino Torinese, mentre a ovest confina con Trofarello, quindi a sud con Santena e una parte di Villastellone. Cambiano possiede anche due zone decentrate, frazione Madonna della Scala a nord, della quale una parte è condivisa col comune di Chieri, e la località Mosi-Mosetti, a est del paese.

## Origini del nome
È molto probabile che il toponimo origini da Cambius (unito al suffisso -anus), quasi sicuramente un nome di persona, latinizzato da un preesistente nome celtico. La presenza di antichi romani è attestata da alcuni reperti circostanti, risalenti all'incirca al III secolo, quando già nella vicina Chieri fu confermata la presenza di una colonia. Il primo documento nel quale compare il toponimo, risulta, comunque, un atto di vendita del 959. In esso, Ugo di Levaldigi vende a Bernardo di Masio e ai suoi fratelli Ugo e Aldo alcune terre chieresi; fra di queste vi era anche Cambiano, il cui nome fu scritto nella forma plurale Cambianis.

## Storia
Nel periodo alto-medioevale, Cambiano subì le stesse sorti del territorio a cui appartenne, ovvero la Marca di Torino, quindi dal passaggio longobardo fino al Sacro Romano Impero, quando divenne una proprietà del vescovado torinese, poi sotto l'amministrazione del marchese tor Olderico Manfredi.

All'inizio dell'XI secolo, insieme ad altri comuni circostanti, fu poi collegato all'Abbazia di Nonantola in provincia di Modena, che però possedeva anche diversi territori in Piemonte. Nel 1034 fu quindi ceduto ai conti di Pombia, quindi a quelli di Biandrate. Successivamente, la storia del paese s'intreccia con quella della vicina Chieri (sotto dominio del principe Oddone di Savoia). Quando Federico I il Barbarossa, distrusse quest'ultima nel 1155, gli abitanti, insieme a quelli di Riva, furono tra i primi ad aiutare la sua ricostruzione. Il Barbarossa concesse il territorio al vescovo Carlo fino al 1168, fino alla destituzione dei suoi poteri da parte della Lega Lombarda.
Cambiano prestò sudditanza a Chieri nel 1248 assicurandosi, in cambio, una buona difesa militare. Questo spiega le numerose distruzioni subite agli inizi del XIV secolo. È molto probabile che il suo castello fu distrutto dalle armate torinesi nel 1319. Il 1345 fu teatro di scontri tra i Savoia e gli angioini, alleati coi francesi, contro il vicino Marchesato del Monferrato-Asti, con la famosa battaglia di Gamenario (ai confini con Santena), vinta da questi ultimi. Fu proprio in questo periodo, che i cambianesi si votarono ai santi Vincenzo e Anastasio, quest'ultimo già protettore di un vicino monastero astigiano. Tuttavia, soltanto due anni dopo, Cambiano ed i paesi limitrofi vennero assoggettati ai Savoia-Acaja e, nel 1418, entrarono ufficialmente nel Ducato sabaudo.
Nel 1618 poi, Carlo Emanuele I di Savoia concesse il feudo al nobile piacentino Scotti (o Scotto), ma questi morì senza eredi. Il comune venne quindi riacquistato nel 1642, dai ricchi chieresi Borgarelli. Nel 1630, il paese fu colpito prima dalla peste, poi dall'invasione dei francesi; nel periodo della guerra dei trent'anni, vinta la battaglia nei pressi de La Rotta di Moncalieri-Villastellone, le truppe francesi saccheggiarono barbaramente e s'accamparono proprio a Cambiano.
Nel 1691, il paese fu poi ceduto al marchese Vittorio Carron di San Tommaso, che nel 1702 lo ricedette alla contessa Maria Margherita Tana, in cambio di Avigliana. Dalla contessa passò quindi a Giovanni Antonio San Martino-Provana di Parella. Nel 1769, venne acquistato dalla famiglia Turinetti, di cui si cita l'erede Brunone, un mecenate collezionista di quadri. Tuttavia, Cambiano fu nuovamente francese durante l'impero napoleonico. In questo periodo, il villaggio subì gravissimi danni (così come i vicini di Santena e Villastellone) dall'esondazione del rio Tepice, piccolo affluente del Po.

Durante il XIX secolo, Cambiano vide una fase di sviluppo e modernizzazione. Grazie ad un progetto del conte Manfredo Bertone di Sambuy, venne costituita una società anonima per l'istruzione primaria, basata sull'azionariato popolare. Nel 1859, la popolazione crebbe fino a 2 697 abitanti. 

### Simboli
Lo stemma comunale fu deciso in base all'araldica sabauda, come simbolo di fedeltà, attraverso un cane bianco (scelto in assonanza con Cambiano = canem-album) in campo rosso (i colori sabaudi).
Il gonfalone è un drappo rettangolare di azzurro.

## Monumenti e luoghi d'interesse

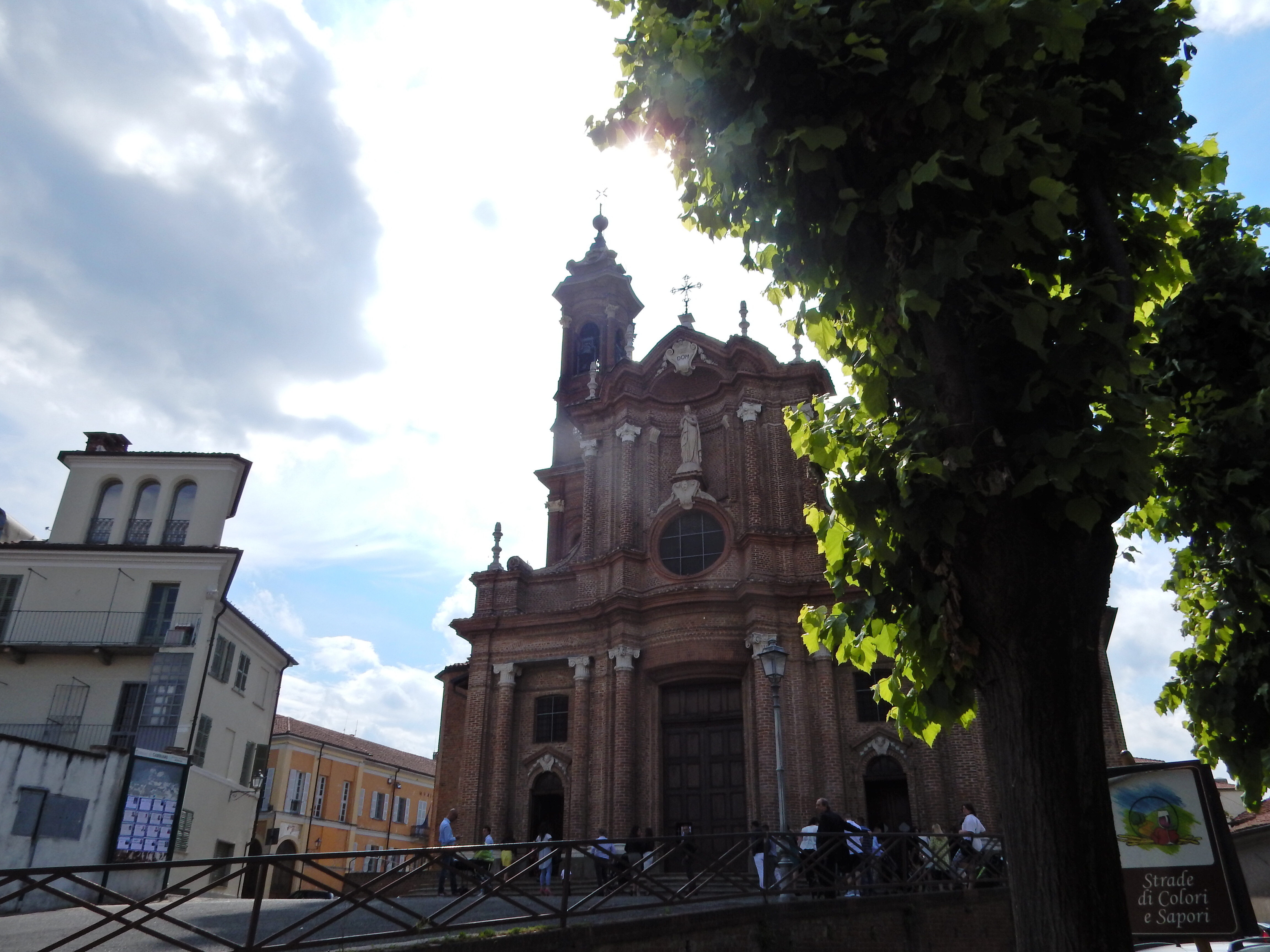
Chiesa dei Santi Vincenzo e Anastasio

- Parrocchia dei santi patroni Vincenzo e Anastasio (in piazza Vittorio Veneto angolo via Chiesa), prima distrutta nel saccheggio del 1640, poi riedificata nella seconda metà del XVII secolo. Nel 1735, su progetto dell'architetto Vittone, fu poi costruita l'attuale facciata. All'interno di una delle cappelle, è custodito un quadro del pittore piemontese Giuseppe Chiantore (1747-1824), raffigurante i due patroni. Adiacente, si trova un campanile del 1883, eretto gettando i mattoni della vecchia Torre Medioevale, abbattuta quell'anno. Il campanile, alto ben 52 metri, è molto sottile, a base quadrata ridotta a soli 4,60 metri per lato.
- Chiesa dello Spirito Santo, fondata dalla omonima Confraternita[5] sul finire del XVI secolo, e che dà l'accesso pedonale al borgo centrale, da via Camillo Benso verso la piazza municipale G. Ferrero. La chiesa fu costruita a più riprese, terminata soltanto nel 1711 con l'abbellimento barocco della facciata[6]. In un'unica navata, possiede solo due statue di Santa Rita e San Giuseppe, più una rappresentazione della Sindone di Torino sul portale. Sul lato esterno sud della chiesa esiste un toret, ovvero la tipica fontanella comunale verde che però è presente solo a Torino
- Torre Campanaria Medioevale, non lontana dalla suddetta chiesa, sulla via Camillo Benso; detta anche Torre Porta o Porta Stellina, dava (e dà tuttora) un suggestivo accesso pedonale (la piccola via Compajre) al borgo centrale. Forse risalente al XIII secolo come torre di avvistamento militare, fu più volte rimaneggiata e ristrutturata. Nel 1883, fu quasi completamente abbattuta e ricostruita, con l'aggiunta di una meridiana e di un orologio, ribassando l'originale arco ogivale
- Castello dei Mosi e dei Mosetti, a est del borgo. Sono due edifici medioevali, distanti fra di loro poche centinaia di metri e risalenti al XII secolo, il primo delle quali è ormai fatiscente. La torre dei Mosetti presenta la caratteristica di terminare a punta di clarino. È un esempio tipico di fortificazioni medioevali, edificate per difendere i contadini delle campagne vicine. Estintesi nel XVIII secolo le famiglie che li avevano fatte costruire vennero comprese nell'anno 1724 nei possedimenti dei conti di località Fontaneto.
- Madonna della Scala, chiesetta del XVIII secolo, con torre campanaria in stile neogotico, sita in frazione omonima, verso la vicina Chieri e collegata col relativo culto mariano del duomo chierese, sebbene sotto l'amministrazione di Cambiano

## Società

### Evoluzione demografica
Negli ultimi sessanta anni, a partire dal 1961, il comune ha raddoppiato la propria popolazione residente.
Abitanti censiti

### Etnie e minoranze straniere
Secondo i dati Istat al 31 dicembre 2017, i cittadini stranieri residenti a Cambiano sono 243, così suddivisi per nazionalità, elencando per le presenze più significative:
1. Romania, 120
2. Albania, 47

## Cultura

### Biblioteca
A Cambiano è presente la biblioteca "Fratelli Angelo e Stefano Jacomuzzi". Originariamente nata nel 1964 come punto prestito dipendente dalla biblioteca di Pinerolo, iniziò ad ampliare il suo patrimonio grazie a contributi regionali e comunali e spostò la sua sede da locali all'interno del Palazzo Comunale alla "Piccola Casa San Giuseppe", originariamente un ricovero per anziani donato alla Piccola Casa della Divina Provvidenza dalle sorelle Garrone, e luogo di esercitazioni al pianoforte per conto della Corale Vivaldi. Tuttavia, all'inizio i locali non vennero considerati agibili per il riscaldamento mancante, e la nuova sede fu operativa dal settembre 2009.
La biblioteca è intitolata a due noti professori del luogo: Angelo Jacomuzzi ebbe per vent'anni la cattedra di Storia di critica letteraria all'Università di Torino, e il fratello Stefano fu scrittore e professore all'Università di Torino in Storia della letteratura moderna e contemporanea.

## Economia
Anche se l'economia tradizionale rimase agricola (un importante ruolo fu svolto dalla vendita di terreni demaniali incolti, tra il 1846-1850) durante il XX secolo si realizzò un timido sviluppo industriale, incentrato soprattutto nel tessile, favorito sia dalla vicinanza con Chieri, che dal passaggio verso Asti-Alessandria, che permise un raggio più ampio per i commerci.
Si costituì un buon incremento demografico del paese, sia attraverso l'immigrazione e integrazione di una consistente numero di persone provenienti dall'Italia meridionale negli anni '60, sia per l'insediamento produttivo della Fornace Carena e, nel 1982, del Centro studi e ricerche della Pininfarina. Per celebrare i 30 anni dalla fondazione del centro studi locale, la Pininfarina denominò "Cambiano" una sua concept car presentata al Salone di Ginevra nel 2012. Nel comune di Cambiano sorge il Museo Pininfarina.
Base dell'economia locale rimane comunque l'agricoltura, che ha trovato nel pomodoro costoluto la sua produzione principale, culminando in una sagra, nata nel 1977, ogni prima domenica di settembre. 
Altro evento importante, nato dieci anni dopo, è la manifestazione di artisti e pittori per strada, chiamata "Cambiano come Montmartre".

## Infrastrutture e trasporti
Tra il 1881 e il 1949 il comune fu servito dalla tranvia Torino-Moncalieri-Poirino. Attualmente il comune è collegato a Torino tramite le linee 45 e 45/ gestite da GTT e la linea SFM6 del Servizio Ferroviario Metropolitano di Torino, tramite la stazione di Cambiano-Santena, che consente il collegamento anche con la città di Asti.

## Amministrazione

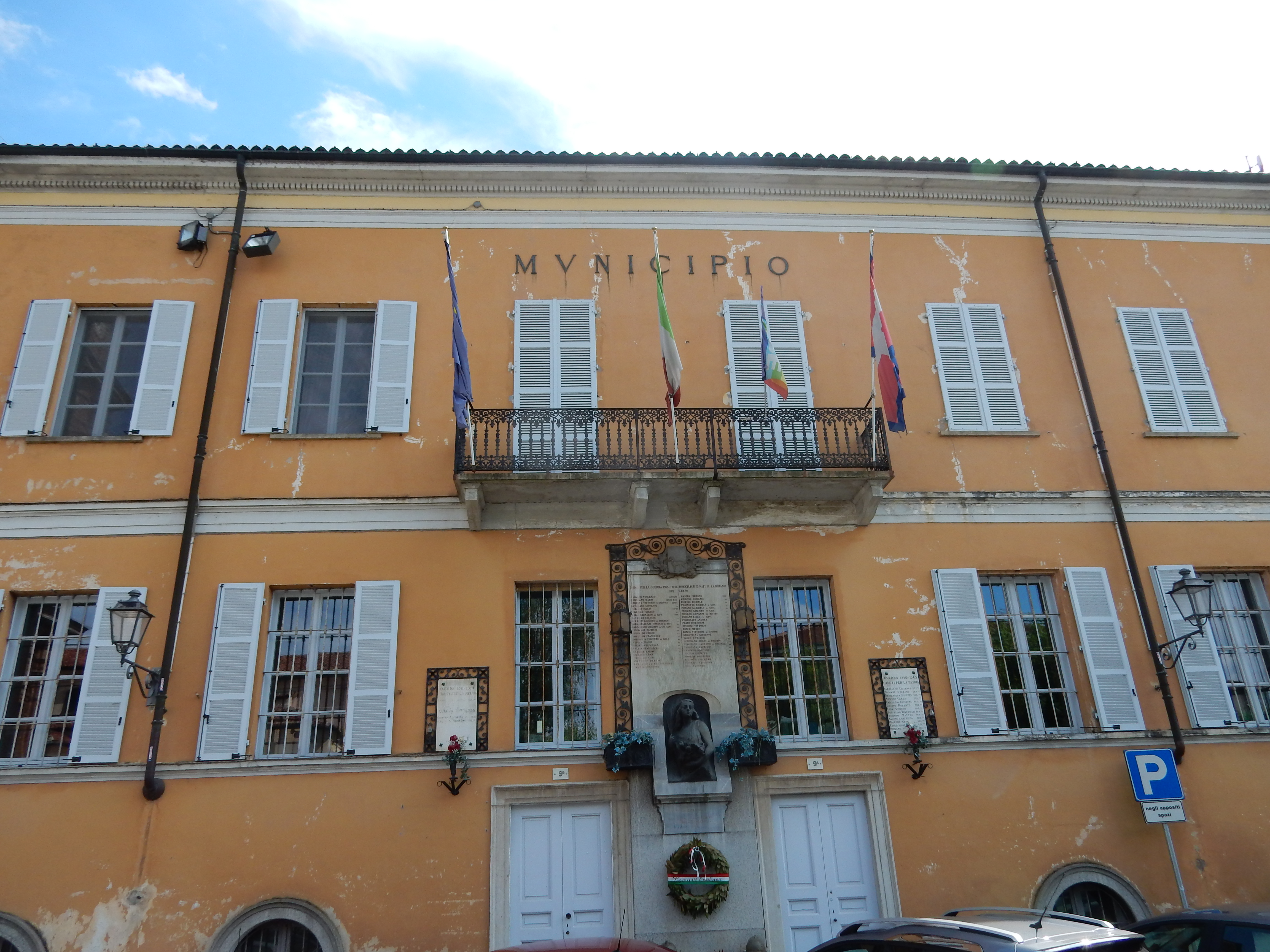
Municipio facciata

| Periodo | Periodo   | Primo cittadino      | Partito                            | Carica  | Note |
| ------- | --------- | -------------------- | ---------------------------------- | ------- | ---- |
| 1921    | 1943      | Giuseppe Folonari    | Partito Nazionale Fascista         | Podestà |      |
| 1945    | 1955      | Giuliano Piovano     | Democrazia Cristiana               | Sindaco |      |
| 1955    | 1960      | Giuseppe Mosso       | Democrazia Cristiana               | Sindaco |      |
| 1960    | 1970      | Giuliano Piovano     | Democrazia Cristiana               | Sindaco |      |
| 1970    | 1990      | Giancarlo Michellone | Democrazia Cristiana               | Sindaco |      |
| 1990    | 1991      | Battista Jacomuzzi   | Democrazia Cristiana               | Sindaco |      |
| 1991    | 2006      | Emma Mariotto        | Democrazia Cristiana, centrodestra | Sindaco |      |
| 2006    | 2011      | Michele Mammolito    | centrodestra                       | Sindaco |      |
| 2011    | 2016      | Giancarlo Michellone | centrosinistra                     | Sindaco |      |
| 2016    | 2021      | Carlo Vergnano       | centrosinistra                     | Sindaco |      |
| 2021    | in carica | Carlo Vergnano       | centrosinistra                     | Sindaco |      |

### Gemellaggi
Cambiano ha realizzato due gemellaggi con due comuni avellinesi da cui proviene la maggior parte degli immigrati dal Meridione nel paese:
- Aquilonia
- Monteverde

## Sport
La squadra di calcio locale è la società A.C.S.D. Cambiano, militante in Terza Categoria. È inoltre presente l'Associazione Sportiva Dilettantistica Graitesca Riding club che fornisce lezioni di Equitazione e Salto Ostacoli.